# Jumnos roylei
Jumnos roylei är en skalbaggsart som beskrevs av Hope 1839. Jumnos roylei ingår i släktet Jumnos och familjen Cetoniidae. Inga underarter finns listade i Catalogue of Life.